# Lone Survivor (videogioco)
Lone Survivor è un videogioco indipendente survival horror del 2012. Prodotto da Superflat Games, azienda inglese dietro la quale c'è un'unica persona, Jasper Byrne, è ambientato in un residence nel quale avvengono fatti strani.

## Trama
Il protagonista, You (cioè "Tu"), si sveglia in un misterioso residence, caduto nell'oscurità. Avventurandosi nei corridoi della struttura, You si accorge della presenza di misteriosi esseri simili zombie che infestano il residence. Spetterà al protagonista svelare il mistero della struttura.
Particolare è il fatto che non tutti gli esseri umani del residence sono scomparsi, ma si trovano nelle proprie stanze e continuano a divertirsi e a stare insieme, come se non fosse accaduto nulla.
Il gioco permette al giocatore, durante i dialoghi, di dare più risposte diversificate, che possono modificare leggermente le sue successive scelte. In base alle risposte date, si può arrivare a ben quattro finali diversi: è bene quindi giocare più volte per poter esplorare appieno tutta la corposa trama del videogioco.

## Modalità di gioco
Il gioco, della durata media di 4-5 ore, è ambientato in un residence, ed è focalizzato sull'esplorazione dell'ambiente circostante, con la possibilità di interagire con praticamente ogni oggetto che si può trovare. Il problema sta nel fatto che moltissime zone sono immerse nella semioscurità, ed il personaggio non può afferrare, leggere o osservare gli oggetti se non c'è una minima fonte di luce. Il gioco verrà quasi subito incontro al giocatore, facendogli trovare una torcia. Ecco che però questa torcia avrà delle batterie dalla durata molto bassa. Occorre quindi usarla con parsimonia e cercare quante più ricariche possibili. Per evitare gli zombie occorre strisciare lungo i muri e fare attenzione ai rumori che producono, per anticiparne i movimenti.
Per aggirarli, si può piazzare sul terreno pezzi di carne avariata, in modo da distrarli e passare oltre loro. In alcune zone è però necessario abbattere obbligatoriamente gli zombie. Ad un certo punto del gioco, quindi, a You verrà donata una pistola, le cui munizioni si contano sulla punta delle dita. Come se non bastasse, il personaggio avrà anche bisogno di mangiare, pena un grosso rallentamento della sua velocità di movimento. Bisognerà quindi trovare cibo (facendo attenzione a quello avariato, da riservare ai nemici, che se ingerito da You produrrà effetti dannosi) nelle cucine del residence. Occorrerà anche preoccuparsi al riposo del protagonista, andando nella sua camera da letto e facendolo sdraiare sul letto. Per evitare di andare continuamente dal luogo in cui ci trova alla camera da letto, il gioco fornisce diversi specchi, sparsi nel residence, interagendo con i quali si può tornare velocemente nella camera e viceversa.
Insomma, bisogna sfruttare tutti gli oggetti a propria disposizione, facendo attenzione a non abusarne, e soprattutto esplorare qualunque zona possibile a fondo, per non rimanere mai impreparati agli scontri con gli zombie.